# Everett G. Burkhalter
Everett Glen Burkhalter (ur. 19 stycznia 1897 w Heber Springs, zm. 24 maja 1975 w Duarte) – amerykański polityk, członek Partii Demokratycznej.

## Działalność polityczna
Od 1942 do 1952 zasiadał w Zgromadzeniu Stanowym Kalifornii. W okresie od 3 stycznia 1963 do 3 stycznia 1965 przez jedną kadencję był przedstawicielem 27. okręgu wyborczego w stanie Kalifornia w Izbie Reprezentantów Stanów Zjednoczonych.